# Вила (Житомирський район)
Ви́ла (Вили) — село в Україні, у Романівській селищній територіальній громаді Житомирського району Житомирської області. Кількість населення становить 185 осіб (2001). У 1923—54 роках — адміністративний центр колишньої однойменної сільської ради.

## Населення
На початку 20 століття у хуторі налічувалося 32 жителі, дворів — 12, у 1906 році — 141 мешканець, дворів — 32, у 1923 році — 737 мешканців, дворів — 80, у 1924 році — 382 особи (з перевагою населення польської національности), дворів — 105.
Відповідно до результатів перепису населення СРСР, кількість населення, станом на 12 січня 1989 року, становила 242 особи. Станом на 5 грудня 2001 року, відповідно до перепису населення України, кількість мешканців села становила 185 осіб.

## Історія
На початку 20 століття — село Чуднівської волості Житомирського повіту Волинської губернії.
У 1906 році — сільце Чуднівської волості (3-го стану) Житомирського повіту Волинської губернії. Відстань до губернського та повітового центру, м. Житомир, становила 45 верст, до волосного центру, містечка Чуднів — 25 верст. Найближче поштово-телеграфне відділення розміщувалося у Чуднові.
У березні 1921 року, в складі Чуднівської волості, включене до складу новоутвореного Полонського повіту Волинської губернії. У 1923 році увійшло до складу новоствореної Вилівської сільської ради, яка, 7 березня 1923 року, включена до складу новоутвореного Чуднівського району Житомирської округи; адміністративний центр ради. Розміщувалося за 30 верст від районного центру, міст. Чуднів. 27 червня 1925 року, в складі сільської ради, передане до Миропільського району Житомирської округи, 1 вересня 1925 року — до складу новоствореного Довбишського (згодом — Мархдевський) району Житомирської (згодом — Волинська) округи, 17 жовтня 1935 року — до складу приміської смуги Житомирської міської ради Київської області.
У жовтні 1935 року із села до Харківської області, на основі матеріалів НКВС, ешелоном було виселено 18 родин (90 осіб), з них 17 — польських і одна німецька. Серед виселених 22 особи чоловічої статі, 24 жіночої, 44 дітей. Натомість на місце вибулих радянською владою переселялися колгоспники-ударники з Київської і Чернігівської областей.
14 травня 1939 року, відповідно до указу Президії Верховної ради УРСР «Про утворення Щорського району Житомирської області», село, разом із сільською радою, включене до складу новоутвореного Щорського (згодом — Довбишський) району Житомирської області. 11 серпня 1954 року, відповідно до указу Президії Верховної ради Української РСР «Про укрупнення сільських рад по Житомирській області», Вилівську сільську раду ліквідовано, село підпорядковане Соболівській сільській раді Довбишського району. 27 листопада 1957 року, внаслідок ліквідації Довбишського району, село, в складі сільської ради, увійшло до Дзержинського (згодом — Романівський) району Житомирської області.
12 червня 2020 року, відповідно до розпорядження Кабінету Міністрів України № 711-р «Про визначення адміністративних центрів та затвердження територій територіальних громад Житомирської області», територію та населені пункти Соболівської сільської ради Романівського району включено до складу Романівської селищної територіальної громади Житомирського району Житомирської області.